# 蓬圖斯·揚松
蓬圖斯·斯文·古斯塔夫·扬松（瑞典語：Pontus Sven Gustav Jansson，發音：[ˈpɔ̌nːtɵs ˈjɑ̌ːnsɔn]；1991年2月13日—）是一位瑞典足球運動員。在場上的位置是中後衛。現效力於瑞典足球超级联赛球隊馬模，他曾效力於意甲球隊拖連奴。他也代表瑞典國家足球隊參賽。

## 外部連結
- Malmö FF profile （瑞典語）
- 蓬圖斯·揚松在瑞典足球協會（瑞典語） (archive)
- Template:SvFF national player (archive)